# Balkan Baroque
Pour plus de détails, voir Fiche technique et Distribution.
Balkan Baroque est un film français réalisé par Pierre Coulibeuf, sorti en 2000.

## Fiche technique
- Titre : Balkan Baroque
- Réalisation : Pierre Coulibeuf
- Scénario : Marina Abramović et Pierre Coulibeuf
- Photographie : Dominique Le Rigoleur
- Son : Eddy de Cloe
- Montage : Thierry Rouden
- Production : Les Films du Paradoxe
- Pays de production :  France
- Durée : 63 minutes
- Date de sortie : 
  - France : 15 novembre 2000

## Distribution
- Marina Abramović